# Błonie (gromada w powiecie pruszkowskim)
Błonie – dawna gromada, czyli najmniejsza jednostka podziału terytorialnego Polskiej Rzeczypospolitej Ludowej w latach 1954–1972.
Gromady, z gromadzkimi radami narodowymi (GRN) jako organami władzy najniższego stopnia na wsi, funkcjonowały od reformy reorganizującej administrację wiejską przeprowadzonej jesienią 1954 do momentu ich zniesienia z dniem 1 stycznia 1973, tym samym wypierając organizację gminną w latach 1954–1972.
Gromadę Błonie z siedzibą GRN w mieście Błoniu (nie wchodzącym w jej skład) utworzono – jako jedną z 8759 gromad na obszarze Polski – w powiecie pruszkowskim w woj. warszawskim, na mocy uchwały nr VI/10/15/54 WRN w Warszawie z dnia 5 października 1954. W skład jednostki weszły obszary dotychczasowych gromad Białutki Parcele, Kopytów, Łaźniewek, Radzików, Rokitno i Witki oraz wieś Łaźniew z dotychczasowej gromady Łaźniew ze zniesionej gminy Radzików, a także enklawa stanowiąca osadę Wojtowizna przylegająca do wschodniej granicy miasta Błonia ze zniesionej gminy Pass, w tymże powiecie. Dla gromady ustalono 13 członków gromadzkiej rady narodowej.
31 grudnia 1959 do gromady Błonie przyłączono wieś Białuty i kolonię Osiek z gromady Leszno w tymże powiecie.
1 stycznia 1969 do gromady Błonie włączono obszary zniesionych gromad Bieniewice i Piorunów w tymże powiecie.
Gromada przetrwała do końca 1972 roku, czyli do kolejnej reformy gminnej. 1 stycznia 1973 w powiecie pruszkowskim utworzono gminę Błonie. Od 1999 gmina Błonie leży w powiecie warszawskim zachodnim w woj. mazowieckim.